# .aw
.aw  é o código TLD (ccTLD) na Internet para a Aruba.